# Das Reich (tidning)
Das Reich var en tysk nazistisk veckotidning som gavs ut mellan 1940 och 1945 av Deutscher Verlag. Den grundades av propagandaminister Joseph Goebbels i maj 1940. Även om Goebbels grundade tidningen och skrev en ledarartikel för i stort sett varje nummer så var han inte inblandad i redaktionsarbetet utan huvudmännen bakom tidningen var Rudolf Sparing, Rolf Rienhardt och Max Amann. Tidningen innehöll artiklar, längre reportage och recensioner. Den höll en journalistisk klass och ton som betydligt skiljde sig från övriga nazistiska tidningar och tidskrifter. Detta visade att det fortfarande fanns en stor marknad i Nazityskland för tidskrifter som höll en högre klass och efter ett år hade tidningen nått en upplaga på 1 miljon exemplar, 1942 till 1943 låg upplagan på över 1,5 miljoner exemplar. När Nazityskland stod på sin höjd av militärmakt hade Das Reich tillsammans med Signal och Berliner Illustrierte en utlandsupplaga på 2,1 miljoner exemplar.